# Mario Roberto Santucho
Mario Roberto Santucho (Santiago del Estero, 12 d'agost de 1936 — ¿Villa Martelli, 19 de juliol de 1976?) va ser un líder guerriller, fundador i cap del PRT/ERP, la guerrilla marxista més important de l'Argentina de la dècada de 1970.
Santucho va iniciar la seva trajectòria com a dirigent d'organitzacions revolucionàries amb la creació en la dècada de 1960 de l'organització indigenista Frente Revolucionario Indoamericano Popular.
En la dècada de 1960, també, va fundar el PRT amb Enrique Gorriarán Merlo entre d'altres. El PRT, tot i que als seus orígens va ser una organització trotskista, el 1968 es va decidir durant un congrés que seguiria una línia guevarista. El 1970 es va decidir la creació del seu braç armat, l'ERP, que va participar en nombrosos operatius, però que va acabar pràcticament delmat per l’Operativo Independencia del govern de María Estela Martínez de Perón i per operatius fallits on van morir gran quantitat de guerrillers, com l'Ataque a Monte Chingolo.
El 1976, ja en plena dictadura (l'autoanomenat Procés de Reorganització Nacional governava l'Argentina des del cop d'Estat del 24 de març d'eixe any) Santucho va ser descobert per un grupo de tareas i, després d'un enfrontament, va acabar morint amb Benito Jorge Urteaga i altres integrants de l'ERP que es trobaven amb ell (Liliana Delfino, Domingo Mena i Ana Lanzillotto, aquesta última embarassada de sis mesos). Tots es troben desapareguts. Amb Santucho, onze integrants de la seva família es troben assassinats o desapareguts (molts d'ells simples estudiants de filosofia, sociologia, etc.).
Posteriorment a la seva mort, se sap que el seu cos va ser exhibit com un trofeu de guerra al Museo de la Subversión que funcionava a Campo de Mayo, dirigit per Antonio Domingo Bussi.